# La Verdad (Madrid)
La Verdad fue un periódico editado en la ciudad española de Madrid entre 1860 y 1866, en las postrimerías del reinado de Isabel II.

## Historia
Su primer número apareció el 1 de agosto de 1860, según el Boletín Bibliográfico del 15 de agosto de dicho año. Editado en Madrid, empleaba el subtítulo «diario político y literario». El periódico se imprimió en la imprenta de T. Fortanet. El ejemplar del 2 de enero de 1863, de cuatro páginas, presentaba unas dimensiones de 0,510x0,362 m. Cesó el 15 de febrero de 1866.
Vinculado a la Unión Liberal, fue dirigido por Torcuato Tárrago, Manuel María Hazañas y Juan Blanco del Valle y entre sus redactores se encontraron nombres como los de Federico Balart, Vicente Bordanova, José Gómez Díez, José Garay del Sartí, Isidoro Gutiérrez de Castro, Eduardo de Inza, Sebastián Mobellán, Luis Navarro y Diego de los Reyes.